# North//South
North//South — второй студийный альбом The Jimmy Johnson Band, группы Джимми Джонсона, выпущенный в 1982 году. Песня «Country Preacher» из этого альбома является лауреатом 4th Annual Blues Awards 1983 года в номинации «Песня года».

## Об альбоме
Альбом записывался в Чикаго в Solid Sound Studios. Песни «Country Preacher», «Walking On Thin Ice» и «I Can’t Survive» были записаны в ходе сессии 11 августа 1981 года, «Track To Run», «A Woman Ain’t Supposed To Be Hard» и «Dead Or Alive» 27 января 1982 года, оставшиеся 10 февраля 1982 года. Название альбома вероятно аллюзия на эпический альбом East-West группы Paul Butterfield Blues Band; название было идеей Стива Томашевски, продюсера альбома . В альбоме находились только оригинальные композиции Джонсона, отражающие в равной мере блюз, соул, госпел и джаз .
Обозреватель AllMusic Стюарт Мейсон отметил, что альбом «достаточно далёкий от истоков блюза, чтобы органично включить в себя такие влияния, как проникновенный орган Карла Снайдера в открывающем „Country Preacher“, но все ещё достаточно связанный со своими корнями, чтобы в таких песнях, как „Can’t Go No Further“ и „A Woman Ain’t Supposed to Be Hard“, были страсть и душа». Он также отметил заводную, фанковую инструментальную композицию «Walking on Thin Ice» с великолепными фортепианными и гитарными соло от Снайдера и Джонсона и синкопированный R&B «Sang a Song in Heaven» 
Обозреватель DownBeat Тим Шуллер сказал о Джимми Джонсоне в связи с выходом альбома: «Сегодня есть довольно много относительно молодых блюзменов, которые гарантируют выживание блюза как музыкальной опоры. Но Джимми Джонсон — один из немногих, через кого можно услышать эволюцию блюза» 
Вместе с тем, отмечалось что «После его революционного первого альбома, его следующая пластинка North//South разочаровала. Музыка хорошая (соул/блюз), но звук довольно унылый» .
Альбом был переиздан в 1999 году на CD

## Список композиций
Автор всех песен Джимми Джонсон
| №  | Название              | Длительность |
| -- | --------------------- | ------------ |
| 1. | «Country Preacher»    | 4:54         |
| 2. | «Can't Go No Further» | 6:54         |
| 3. | «Track To Run»        | 2:53         |
| 4. | «Walking On Thin Ice» | 4:54         |

| №  | Название                            | Длительность |
| -- | ----------------------------------- | ------------ |
| 5. | «Talking 'Bout Chicago»             | 4:51         |
| 6. | «A Woman Ain't Supposed To Be Hard» | 4:32         |
| 7. | «I Can't Survive»                   | 3:47         |
| 8. | «Sang A Song In Heaven»             | 2:56         |
| 9. | «Dead Or Alive»                     | 4:43         |

## Участники записи
- Джимми Джонсон — гитара, вокал
- Крис Джонсон — ритм-гитара (A2, B4), соло-гитара (B1)
- Ларри Бёртон — ритм-гитара (A1, A3, A4, B2, B3, B5)
- Ларри Экзам — бас-гитара
- Карл Снайдер — клавишные
- Профессор Эдди Ласк-младший — электроорган (A2, A3, B2, B5)
- Айк Дэвис — ударные

Производство
- Стиф Томашевски — продюсер
- Док Помус — аннотация на обложке